# Maurice Barraud
Pour les articles homonymes, voir Barraud.
Maurice Barraud, né le 20 février 1889 à Genève et mort le 11 novembre 1954 dans la même ville, est un peintre et illustrateur suisse.

## Biographie
Maurice Barraud suit un apprentissage de dessinateur de publicité et ouvre son propre atelier en 1909. Pendant cette période, il est élève à l'École des beaux-arts de Genève avant de se consacrer totalement à la peinture dès 1913. En 1914, à la suite de sa première exposition à la galerie Moos, il fonde le groupe du « Falot » avec son frère François Barraud, Hans Berger, Emile Bressler et Gustave Buchet. De 1923 à 1924, il expose au Salon d'automne à Paris, il visite l'Espagne, l'Algérie et l'Italie.
Il réalise, dès 1929, plusieurs peintures murales à la gare de Lucerne, à celle de Bienne, au palais des Nations à Genève au musée des chartes fédérales de Schwytz, ainsi qu'à l'université de Fribourg. 
Il illustre plusieurs ouvrages, notamment, pour les écrivains Francis Carco, Jean Giraudoux et Jacques Chenevière. De 1917 à 1919, il participe à l'illustration et à la mise en page de la revue d'art et de littérature l'Éventail,. 
Une rue de Genève porte le nom de l'artiste.

## Distinctions
- 1952 : Affiches Suisse de l'année
- 1951 : prix de la Ville de Genève
- 1948 : Affiches Suisse de l'année
- 1943 : Affiches Suisse de l'année
- 1921 : prix Calame
- 1917 : Eidgenössisches Kunststipendium

## Expositions
- Maurice Barraud : 1889-1954 : collection du Musée d'art et d'histoire de la ville de Genève : Ferme de la Chapelle, Lancy-Genève, 23 mai - 30 juin 1985.
- Maurice Barraud, 1889-1954 : Musée de l'Athénée, Genève, 25 avril-15 mai 1979.
- Maurice Barraud : Galleria Marino, Locarno, [13 aprile-9 maggio 1967].
- Maurice Barraud, 1889-1954 : exposition rétrospective, peintures et dessins inédits, Galerie Kasper, Centre d'art international, Château d'Echandens, du 29 septembre au 22 octobre [1965].
- Maurice Barraud, 1889-1954 : Musée de l'Athénée, Genève, du 2 au 28 avril 1960.
- Cent ans de peinture genevoise : à l'occasion du centenaire de la Société des amis des beaux-arts : Musées Rath et Athénée, Genève, 10 mai - 13 juin 1957[15].
- Maurice Barraud : Kunsthalle Bern, 22. September bis 21. Oktober 1956.
- Exposition Maurice Barraud, 1889-1954 : Genève, Musée Rath, Athénée, 5 mars - 17 avril 1955.
- Maurice Barraud : exposition mai 1951, Galerie Motte, Genève.
- Exposition Maurice Barraud : ville de Genève, Musée Rath et Athénée, 10 mars-8 avril 1945.
- Exposition Maurice Barraud : Genève, Athénée, du 26 mars au 28 avril 1938.
- Exposition Maurice Barraud : Galerie Moos, 10 Rue Grand Quai, Genève, vernissage 18 avril 1916.
- Exposition M. Barraud, E. Bressler, G. François : [Galerie Moos, 10 Rue Grand Quai, Genève], du 15 janvier au 15 février [1914].

## Œuvres dans les collections publiques
- Genève :
  - Petit Palais.
    - Rue Bouterie,1914, hsi, 45x42[16]

  - musée d'art et d'histoire de Genève[17].
- Lausanne : 
  - musée cantonal des beaux-arts[18].

## Affiche
- Art gothique, galerie Motte, Genève, 6 juillet au 25 septembre 1950 / monogr. MB, Genève : Galerie Motte, 1950, 1 affiche : lithographie ; 100 x 67 cm[19].
- Exposition d'Art Chinois, Galerie Motte, rue du Rhône 7 - Genève, du 11 août au 23 septembre / MB monogr. Maurice Barraud, Genève : Galerie Motte, 1949, 1 affiche ; 98,5 x 65 cm[20]
- Ausstellung Maurice Barraud, Kunstsalon Wolfsberg, Zürich, 1. April bis 1. Mai / monogr. MB MAURICE BARRAUD, S.l. : Kunstsalon Wolfsberg, 1948 Wolfsberg1 affiche : lithographie ; 128 x 90,5 cm[21]
- M Barraud Ausstellung Museum Solothurn 28. April - 10. Juni 1945 / Monogr. (m.g.), Solothurn : s.n., 1945, 1 affiche ; 100 x 70 cm[22]
- 40 ans de peinture Maurice Barraud Musée Rath et Athénée du 10 mars au 8 avril 1945 / monogr. (m.d.), Genève : s.n., 1945, 1 affiche : lithographie ; 100 x 70 cm[23]
- L' Éventail, Revue de littérature & d'art / monogr. de Maurice Barraud, Genève : L'Eventail, (1917), 1 affiche : lithographie en couleur ; 99 x 64 cm[24]
- Galerie Moos Gd quai 10 Genève Exposition Maurice Barraud Vernissage 3 avril / mb, Genève : s.n., 1917, 1 affiche : lithographie ; 100 x 66 cm[25]
- Exposition vernissage Maurice Barraud le 18 avril Galerie Moos Gd Quai 10 Genève / M Barraud, Genève : s.n., 1916, 1 affiche : lithographie ; 101 x 74 cm[26]
- Les mômes de la cloche Galerie Moos - Exposition de noir et blanc Vernissage 21 décembre / mb, Genève : s.n., 1916, 1 affiche : lithographie ; 100 x 65 cm[27]
- Exposition du Falot Genève Chez Moos Gd Quai 10. Du 15 août au 15 sep. / M Barraud (m.b.), Genève : s.n., 1915, 1 affiche : lithographie ; 101 x 72 cm[28]
- Exposition de la Section de Genève des peintres, sculpteurs et architectes suisses, Musée Rath, du 20 mars au 30 avril / Maurice Barraud, S.l. : Section de Genève, Société des peintres, sculpteurs et architectes suisses 1913, 1 affiche ; 105 x 72,5 cm[29]
- À l'Innovation, Jouets, Étrennes, Lausanne, S.l. : s.n., 1912?, 1 affiche : lithographie ; 149,5 x 108,5 cm[30]

## Ouvrage illustré
- Le petit village / C.F. Ramuz ; ill. par Maurice Barraud, Genève : Impr. Kundig, 1939
- Daphné / Jacques Chenevière ; avec sept lithographies originales de Maurice Barraud, Genève : Impr. Kundig, 1938
- Carmen and letters from Spain / Prosper Mérimée ; newly transl. ; with ten monochrome water-colours by Maurice Barraud, Paris : Harrison of Paris, 1931
- Huit jours à Séville / Francis Carco ; front. de Maurice Barraud, Paris : Emile-Paul, 1929
- Stéphy / Jean Giraudoux ; avec huit lithographies de Maurice Barraud, [Lausanne] : Mermod, 1929
- Au coin des rues : contes / Francis Carco ; ornés de dessins par Maurice Barraud, Genève : L'Eventail, 1919
- Sept Pierres d'Amour. Suite sans suite /  Maurice Barraud ; avec sept lithographies, Sortie des presses du silence, Genève : [Kuendig], 1919[31].
- La maîtresse / Jules Renard ; ill. de Maurice Barraud, Paris : G. Crès ; Genève : Kundig,  1919
- L'Éventail : revue de littérature et d'art / [publ. sous la direction de François Laya], Genève : L'Éventail, 1917-1919
- Silence / Maurice Barraud, Genève : Kuendig, [1917]

## Archives
Fonds Maurice Barraud (1911-1954) [19 cartons]. Section : Archives de la Bibliothèque d'art et d'archéologie de Genève (BAA); Cote : BAA ARCHIVES BARRAUD. Ville de Genève, Musée d'art et d'histoire, Bibliothèque d'art et d'archéologie (Genève) (présentation en ligne).. 
Ce fonds d’archives contient des catalogues d’exposition, des monographies, des revues, des articles de périodiques, des photographies d’œuvres, des fiches descriptives de dessins, et des documents relatifs à la succession du peintre Maurice Barraud. Don de Vincent Lieber en 1994. Consultation uniquement dans les locaux de la bibliothèque. Restrictions conformément au droit d'auteur et aux droits attachés à la personnalité.

## liens externes
- Maurice Barraud dans Collections en ligne du Musée d'art et d'histoire de Genève
- Catalogue collectif suisse des affiches = Gesamtkatalog Plakate = Swiss Posters Collection
- http://www.mural.ch
- Noms géographiques du canton de Genève
- Notices d'autorité :   - VIAF
  - ISNI
  - BnF (données)
  - IdRef
  - LCCN
  - GND
  - Belgique
  - Tchéquie
  - WorldCat
- Ressources relatives aux beaux-arts :   - Artists of the World Online
  - Bénézit
  - British Museum
  - Museum of Modern Art
  - MutualArt
  - RKDartists
  - SIKART
  - Union List of Artist Names
- Notices dans des dictionnaires ou encyclopédies généralistes :   - Brockhaus
  - Deutsche Biographie
  - Dictionnaire historique de la Suisse
  - Proleksis enciklopedija